# ماثيو هايوود (لاعب كرة قدم)
ماثيو هايوود (بالإنجليزية: Matthew Heywood)‏ هو لاعب كرة قدم بريطاني، ولد في 26 أغسطس 1979 في اتشثام ‏ في المملكة المتحدة. لعب مع سويندون تاون وغريمسبي تاون ونادي بارو ونادي بريستول سيتي ونادي برينتفورد ونادي بيرنلي.

## وصلات خارجية
- ماثيو هايوود على موقع قاعدة بيانات كرة القدم.إي يو (الإنجليزية)
- ماثيو هايوود على موقع Soccerbase.com (لاعب) (الإنجليزية)